# Kebab (restaurant)
Ne doit pas être confondu avec Kebab.

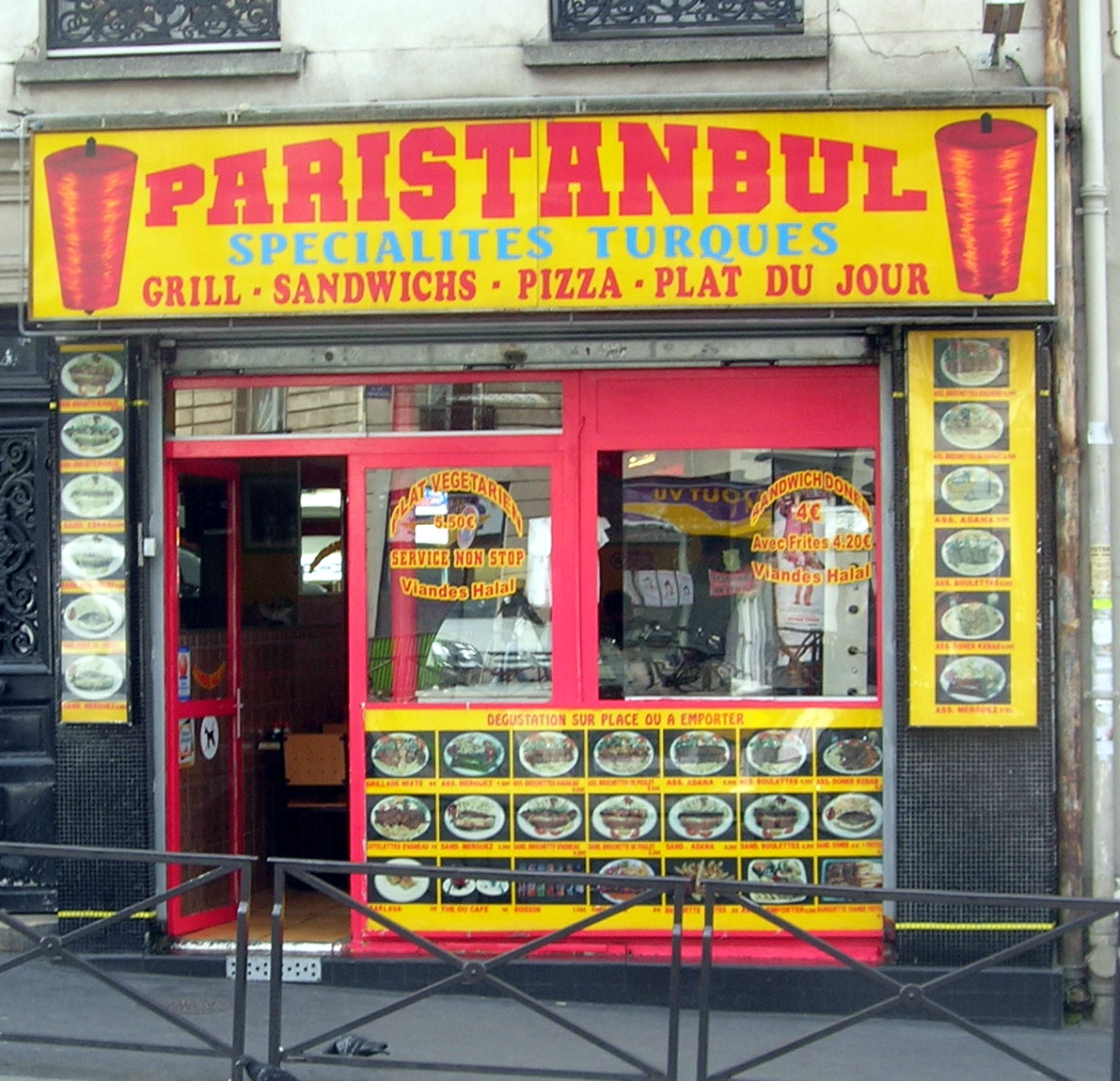
Un kebab à Paris.

Un kebab (ou un grec, un döner, un kebabiste) est un établissement de restauration rapide spécialisé dans la préparation et la vente de divers plats de restauration rapide et de cuisine de rue, principalement le döner kebab et ses diverses variations, dont le falafel,.
Les kebabs sont nés en Europe, plus précisément à Berlin, avec le döner kebab apporté par les immigrants turcs (Gastarbeiter) au début des années 1970. Les kebabs se répendent ensuite en Europe, puis aux États-Unis, au Royaume-Uni, au Canada et en Australie.